# Tenpyō
La Era Tenpyō (天平?) fue una era japonesa (年号 nengō?) posterior a la era Jinki y anterior a la era Tenpyō-kanpō. Abarcó del año 729 al 749. El emperador reinante fue Shōmu-tennō (聖武天皇?).

## Cambio de era
- Tenpyō gannen (天平元年?); 729: La nueva era comenzó el Jinki 6, el quinto día del octavo mes del año 729.[2]

## Eventos en la eraTenpyō
- Tenpyō 12 (740): La capital es trasladada a Kuni-kyō.[3]
- Tenpyō 13 (741): El Emperador llama al establecimiento de templos provinciales ("kokubunji") y conventos provinciales ("kokubunniji") a lo largo de todo el país.[4]
- Tenpyō 15 (743): El Emperador ordena un edicto para construir el Daibutsu (Gran Buda), el cual sería completado e instalado en el Tōdai-ji, Nara.[5]
- Tenpyō 15 (743): Establecimiento de la ley de la propiedad perpetua de tierras cultivables (墾田永代私財法)
- Tenpyō 16 (744): Naniwa-kyō es anunciada como la capital.[6]
- Tenpyō 17 (745): La capital regresa a Heijō-kyō (Nara), termina la construcción del Gran buda.[7]
- Tenpyō 20 (749): Después de 25 años de reinado, el Emperador Shōmu abdica en favor de su hija, Takano-hime, quien se convertirá en la Emperatriz Kōken.  Después de abdicar, Shōmu toma la tonzura, convirtiéndose en el primer emperador retirado en convertirse en monje budista. La  Emperatriz Komyo, siguiendo el ejemplo de su marido toma los votos sagrados para convertirse en monja budista.[8]